# 노동이 그대를 자유케 하리라

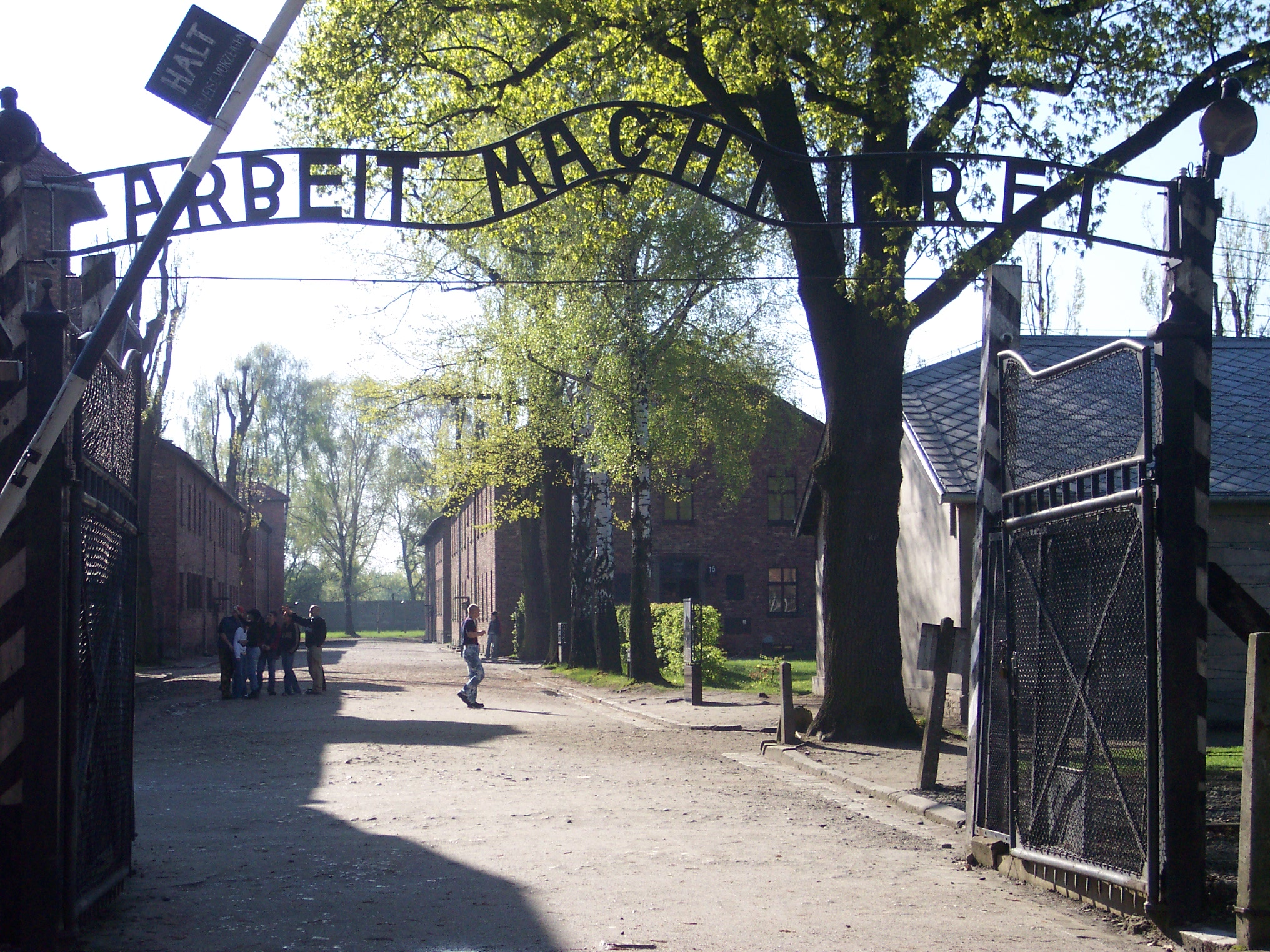
아우슈비츠에 전시된 슬로건

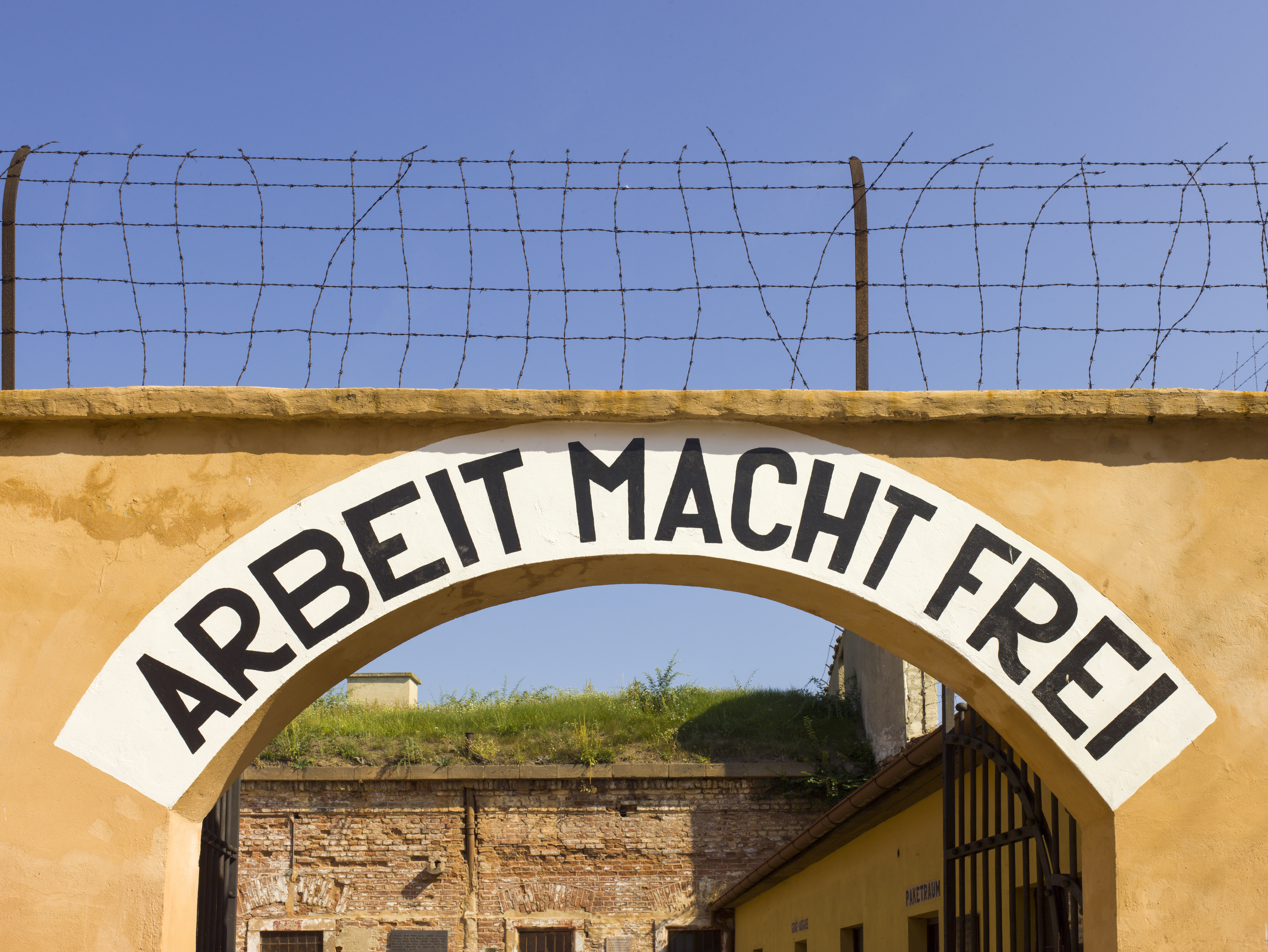
테레지엔슈타트 강제 수용소의 슬로건

노동이 그대를 자유케 하리라(독일어: Arbeit macht frei 아르바이트 마흐트 프라이[ˈaɐ̯baɪt ˈmaxt ˈfʁaɪ][*])는 독일어의 관용어구이다. 제2차 세계 대전 당시 많은 나치 강제 수용소 입구에 이 표어가 내걸려 있었던 것으로 악명높다.
본래 독일의 문헌학자 로렌츠 디펜바흐가 1873년에 노름꾼들이 노동의 가치를 알게 된다는 소설 《노동이 그대를 자유케 하리라》를 쓰면서 그 제목으로 사용한 것이 시초이다. 스위스의 곤충학자, 정신과 의사 오귀스트 포렐도 1920년 책 《스위스의 개미들》에서 프랑스어로 같은 표현을 사용(“le travail rend libre”)했다.